# Brygada 17
Brygada 17 (‏القوة 17‎ trb. Al-Kua 17 trl. āl-qūť 17) – elitarne oddziały Organizacji Wyzwolenia Palestyny.

## Nazwa
Nie wiadomo, skąd wzięła się nazwa ugrupowania. Cyfry 1 i 7 mogły być pierwszymi liczbami w numerze telefonu jednego z jej założycieli, istnieje też wersja mówiąca o tym, że cyfry te są numerem domu, w którym mieściła się siedziba ugrupowania – Faqahani 17. 

## Historia
Utworzona w pierwszej połowie lat 70., wkrótce po wydaleniu Organizacji Wyzwolenia Palestyny (OWP) z Jordanii. Twórcami Brygady byli oficerowie al-Fatah. Pierwsza siedziba organizacji znajdowała się w Libanie. Początkowo organizacja stanowiła służby ochrony dla Jasira Arafata i innych oficjeli OWP. Z czasem przekształciła się w elitarny oddział uderzeniowy OWP. Do jej zadań należała działalność wywiadowcza, a od początku lat 80. także działalność terrorystyczna. W 1982 roku jej bojownicy uczestniczyli w walkach z wojskami izraelskimi interweniującymi w Libanie. W sierpniu tego samego roku siedziba organizacji została zniszczona przez Izraelczyków. Brygada wraz ze strukturami OWP ewakuowała się z Libanu i przeniosła swoją siedzibę do Tunisu. Została rozwiązana po zawarciu porozumień z Oslo i utworzenia Autonomii Palestyńskiej. Większość jej funkcjonariuszy zasiliło Prezydencką Służbę Bezpieczeństwa.